# Alfred von Radio-Radhis
Alfred von Radio-Radhis (Firenze, 26 settembre 1875 – Vienna, 23 aprile 1957) è stato un alpinista, imprenditore e saggista austriaco,  fu compagno di esplorazione di Hanns Barth,  Heinrich Pfannl, Thomas Maischberger,  Viktor Wessely e altri. Nel 1895 iniziò l'attività alpinistica e l'anno dopo si iscrisse al Club Alpino Austriaco (ÖAK) . Negli anni successivi riuscì a portare a termine numerosi nuovi tour nelle Alpi calcaree settentrionali, nelle Pale di San Martino e nelle Dolomiti di Lienz. Dal 1896 fu anche uno dei pionieri dello sci alpino. Con le sue guide, in particolare con la "Dachstein Guide", sappe garantire a molti amanti della montagna delle guide affidabili.

## Biografia
Alfred Radio-Radiis fu cofondatore della "Kraftfahrzeug GmbH" (1906), che dal 1917 si chiamò "Österreichische Saurerwerke GmbH ". L'azienda automobilistica ebbe fin dall'inizio molto successo e già nel 1907 ricevette ordinazioni per autobus per le linee postali austriache e per il servizio di trasporto pacchi sulle linee delle Dolomiti altoatesine. Fu altresì un esploratore di numerosi gruppi montuosi delle Alpi. Alfred Radio-Radiis era figlio di un'antica famiglia nobile goriziana e avendo vissuto a Vienna fin dall'infanzia, fu sempre attratto dal mondo montano delle Alpi, al cui sviluppo ebbe un ruolo significativo. Mise a frutto le conoscenze e l'esperienza maturate come scrittore alpinista in circa 50 opere monografiche, saggi e resoconti di escursioni in montagna, scrisse guide su diverse zone delle Alpi orientali e creò l'opera in tre volumi "Sci alpinismo nelle Alpi orientali", che costituì la base per innumerevoli guide sciistiche specialistiche pubblicate in seguito. La sua guida più importante, la "Guida ai monti del Dachstein e alle zone adiacenti del Salzkammergut e della valle dell'Enns", pubblicata per la prima volta nel 1908, diventò un modello per le guide successive e vide la sua quinta edizione. Alfred Radio-Radiis lavorò a lungo anche come geografo e ricercatore di nomenclatura. Membro dell'Associazione Alpina Accademica di Monaco di Baviera e del Club Alpino Austriaco (ÖAK) dalla fine del 1800, amava più di ogni altra cosa scalare da solo perché, a suo dire, era il modo migliore per realizzare il desiderio di libertà. Nelle salite più impegnative in alta quota si accompagnava con i suoi compagni del Club Alpino Austriaco (ÖAK) come Heinrich Pfannl, Thomas Maischberger, Eduard Bichl, Franz Zimmer, Hanns Barth e altri. Furono numerose prime ascensioni effettuate e le nuove salite in parete. Delle sue prime ascensioni, solo annoverate quelle nella Marmolada meridionale e nel Gruppo delle Pale di San Martino. Nel Gesäuse scalò per la prima volta la cresta nord-est del Lugauer, la cresta est del Kleiner Buchstein (nonché il fianco est e la parete sud) e lo spigolo ovest dell'Hochturm. Inoltre effettuò la prima salita dello Schneegrubengrat sul Grosser Grimming, del Fieberhorn da nord, della parete est del Maukspitze e della cresta sud-occidentale dell'Hochstadel. Nelle Dolomiti di Lienz scalò per la prima volta la parete nord del Laserzköpfe. Degne di nota sono anche la sua seconda scalata della parete nord del Tamischbachturm e la seconda salita del Großvenediger attraverso la cresta nord, effettuata insieme a Pfannl e Keidel. I suoi viaggi nelle Alpi occidentali lo portarono sul massiccio del Monte Bianco, dove scalò l'Aiguille de Bionnassay, il Monte Bianco e il Dente del Gigante.

## Carriera alpinistica
- 1896 Prima salita della cima nord-est del Lugauer - cresta nord-est, 2.217 m (Alpi dell'Ennstal, Gesäuse)
- 1896 Prima salita della cima nord-est del Kleiner Buchstein - cresta est, 1.985 m (Alpi dell'Ennstal, Gesäuse)
- 1896 Prima salita della cima est del Kesselkargrat - salita sud, 1.925 m (Alpi dell'Ennstal, Gesäuse)
- 1896 Prima salita della parete est del Maukspitze "Radio Radiis Guide", 2.231 m (Wilder Kaiser)
- 1897 Primo tentativo alla Cima della Finestra, 3.034 m, (Dolomiti del Trentino)
- 1897 Primo tentativo al Grosser Koppenkarstein - parete sud-ovest "Pfannl", 2.865 m, (Monti del Dachstein)
- 1897 Primo tentativo al Kleiner Koppenkarstein - cresta ovest, 2.832 m, (Monti del Dachstein)
- 1897 Primo tentativo all'Hochturm - cresta ovest diretta, 1.959 m, (Alpi dell'Ennstal)
- 1898 Primo tentativo al Kleiner Buchstein - cima nord-est - parete Est, 1.985 m, (Alpi dell'Ennstal)
- 1898 Primo tentativo al Tschigat - cresta nord-ovest, II, 3.000 m, (Gruppo del Tessa)
- 1898 Primo tentativo alla Lazinser Rötelspitze da ovest, 3.038 m, (Alpi Venoste)
- 1898 Prima ascensione della parete nord del Kleines (Vorderes) Fieberhorn "Hacker-Radio-Route", 2.287 m, (Tennengebirge)
- 1898 Prima ascensione della cresta nord-est della Cima del Coro, 2.324 m, (Dolomiti sudorientali)
- 1898-1899 Quinta salita della parete sud del Mitterspitz e prima salita della "variante d'uscita II - Barth/Lenk/Radio-Radis", 2.922 m, (Monti del Dachstein)
- 1899 Primo tentativo dello spigolo del Palón per il fianco est, 2.314 m, (Dolomiti di Zoldo)
- 1900 Primo tentativo (tentativo invernale) del Sinabell - fianco sud-est, 2.340 m, (Monti del Dachstein)
- 1901 Primo tentativo del Hochstadl - cresta sud-ovest, 1.919 m, (Alpi dell'Ybbstal)
- 1901 Primo tentativo della Cima di Campido - cresta nord, 3.001 m, (Pala, Dolomiti)
- 1901 Primo tentativo dello Schartenschartl - canalone nord-est "variante d'uscita: Glatter/Radio-Radiis", 2.575 m, (Alpi della Gailtal)
- 1901 Primo tentativo dello Schneeklammkopf per la parete sud e il camino della parete nord la discesa, 2.648 m, (Alpi della Gail)
- 1902 Prima salita del Carè Alto da sud-ovest "Radio-Radiis/Hofbauer", 3.462 m, (Adamello-Presanella)
- 1903 Prima salita del Kleiner Laserzkopf - parete nord "Pichl", 2.690 m, (Alpi della Gail)
- 1903 Prima salita del Westlicher Wildsender - parete sud-ovest e cresta ovest, 2.736 m, (Alpi della Gail)
- 1903 Prima salita del Kolmturm - cima nord-est - terrazza parete nord, (Alpi della Gail)
- 1903 Prima salita del Eisenschuß - cima est - gola nord "Brunnacker/Radio-Radiis", 2.615 m, (Alpi della Gail)
- 1904 Prima salita al Freiung - cima nord-est (Zabarotkopf) - salita diretta verso nord "Glatter/Radio-Radiis", 2.396 m, (Alpi della Gail)
- 1904 Prima salita al Freiung - cima nord-est (Zabarotkopf), 2.396 m a Hochfreiung (cima sud-ovest della Freiung), 2.410 m, (Alpi della Gail)
- 1905 Prima salita al Grosser Donnerkogel - gola sud, 2.054 m, (Monti del Dachstein)
- 1900 Prima salita invernale al Sinabell - versante sud-est, 2.340 m, (Monti del Dachstein)[2][3]